# Greta Mörk
Greta Mörk (Olde-Holmberg) född 22 oktober 1912 i Annedals församling, Göteborg,  död 2 juni 1991 i Karlstads domkyrkoförsamling, Karlstad, var en svensk målare, tecknare och textilkonstnär. 
Hon var dotter till tullöverinspektören Karl Julius Holmberg och Elisabet Olde och från 1943 gift med konstnären Birger Mörk. 
Mörk studerade vid Tekniska skolan i Stockholm 1930–1935, Edvin Ollers målarskola 1942–1943 samt var extra elev vid Konstakademins grafikskola 1939. Hon har efter studierna företagit studieresor till Paris, Rom, London, San Francisco och Grekland. Hon medverkade i samlingsutställningen Unga tecknare på Nationalmuseum, Värmlands konstförenings Höstsalonger på Värmlands museum, Historiska museet,  Örebro läns museum, Nokia i Finland samt internationella utställningar i Paris och Florens.
Som textilkonstnär har hon främst komponerat kyrkliga textiler för ateljé Licium som bildkonstnär har hon mest arbetat med teckningar, akvareller och oljemålningar. 
Bland hennes offentliga arbeten märks bland annat utsmyckningar för Sollentuna sjukhus, Philipshuset och Siverts kabelverk i Stockholm, en ridå till Bibliotekshuset i Karlstad, väggtextil till PK-banken och Landstinget i Karlstad, Vårdcentralen i Deje, Finska kyrkan i Stockholm, Visby domkyrka, Peterskyrkan i Malmö, Mariakyrkan i Helsingborg, Anderstorps kyrka och de värmländska kyrkorna i Alster, Brunskog och Munkfors.
I Alsters kyrka finns tre mässhakar, grön, blå och röd, en kortextil "I min Faders hus finns många boningar" (applikation, 1969) ovanför dopaltaret, en väggtextil "Källan" (1976) ovanför altaret i sakristian, ett antependium med applikation i mindre format (för t ex dopaltare) "Pelikan", 1976 och ett altarbrun med flera symbolfält, 1967.
Hon tilldelades stipendier från Svenska slöjdföreningen, Föreningen Svenska Konstnärinnor, Värmlands musei vänner samt 1982 Karlstads kommuns Frödingstipendium.
Mörk är representerad vid Värmlands museum, Örebro läns landsting, Värmlands läns landsting och Karlstad kommun.
Fram till 1942 signerade hon sina verk G.O.H. (Greta Olde-Holmberg).